# 中马街道
中马街道是中国浙江省宁波市江北区曾经下辖的一个街道，辖区面积1.6平方公里，因中马路而得名:16，2020年6月与白沙街道合并为外滩街道。

## 历史
秦至唐分别属句章县、鄮县，五代后梁开平三年（909年）属鄞县，宋元丰元年（1078年）属鄞县万龄老界乡赤城里，元延祐七年（1320年）属鄞县甬东隅，清乾隆年间属鄞县东安乡白檀里，1927年属宁波市第五区，1931年属鄞县第五区，1935年属江北镇，1949年6月属宁波市，11月属江北区公所，1951年7月属江北区，1956年2月撤销江北区设立中马街道、槐树街道，1957年5月中马街道并入槐树街道、泗洲街道，1958年9月槐树街道、泗洲街道合并为江北街道，设跃进人民公社、红旗人民公社，1959年2月改为江北（城市）人民公社，1960年4月属江北（城市）人民公社中马分社、槐树分社，1969年12月改为江北区，分社改为街道，1993年6月槐树街道并入中马街道，1994年4月文教街道王家边居民区、浮石居民区，白沙街道新马等居民区划入中马街道:16:72，2020年6月中马街道、白沙街道合并为外滩街道。

## 行政区划
2019年中马街道下辖以下地区：
外滩社区、盐仓社区、新马社区、槐树社区、浮石社区、咸宁社区、板桥社区